# حمید عرفانی
حمید عرفانی (زادهٔ ۲۱ مارس ۱۹۸۸) یک بازیکن فوتبال اهل ایران است.
از باشگاه‌هایی که در آن بازی کرده‌است می‌توان به باشگاه فوتبال گیتی‌پسند اصفهان، ذوب آهن اصفهان، باشگاه فوتبال شهرداری اراک و باشگاه فوتبال تربیت یزد اشاره کرد.